# Obedišće
Obedišće – wieś w Chorwacji, w żupanii zagrzebskiej, w gminie Križ. W 2011 roku liczyła 580 mieszkańców.